# Gmina Lansing (Iowa)

Położenie Gminy Lansing w hrabstwie Allamakee

Gmina Lansing (ang. Lansing Township) – gmina w USA, w stanie Iowa, w hrabstwie Allamakee. Według danych z 2000 roku gmina miała 1 517 mieszkańców.